# تشارلز إتش. مونرو
تشارلز إتش. مونرو هو سياسي كندي، ولد في 18 نوفمبر 1837، وتوفي في 6 فبراير 1908. انتخب عضو مجلس نواب نوفا سكوشا ‏.